# Honda Acty
La Honda Acty (ホンダ・アクティ, Honda Akuti) fou una gama d'automòbils lleugers o kei cars i, més concretament, de camionetes (truck) i furgonetes (van) produïda pel fabricant d'automòbils japonés Honda entre els anys 1977 i 2021. En el seu moment substituïen la Honda TN360 i l'any 2018 foren substituïdes per la Honda N-VAN. La producció de la camioneta fou finalitzada l'any 2021 i no ha estat substituïda per cap model, restant Honda sense una camioneta kei com la majoria de les marques.
Els principals competidors de l'Acty foren els Suzuki Carry i Suzuki Every, la Daihatsu Hijet, la Mitsubishi Minicab, la Mazda Scrum i les Nissan NT100 i Nissan NV100.

## Primera generació (1977-1988)

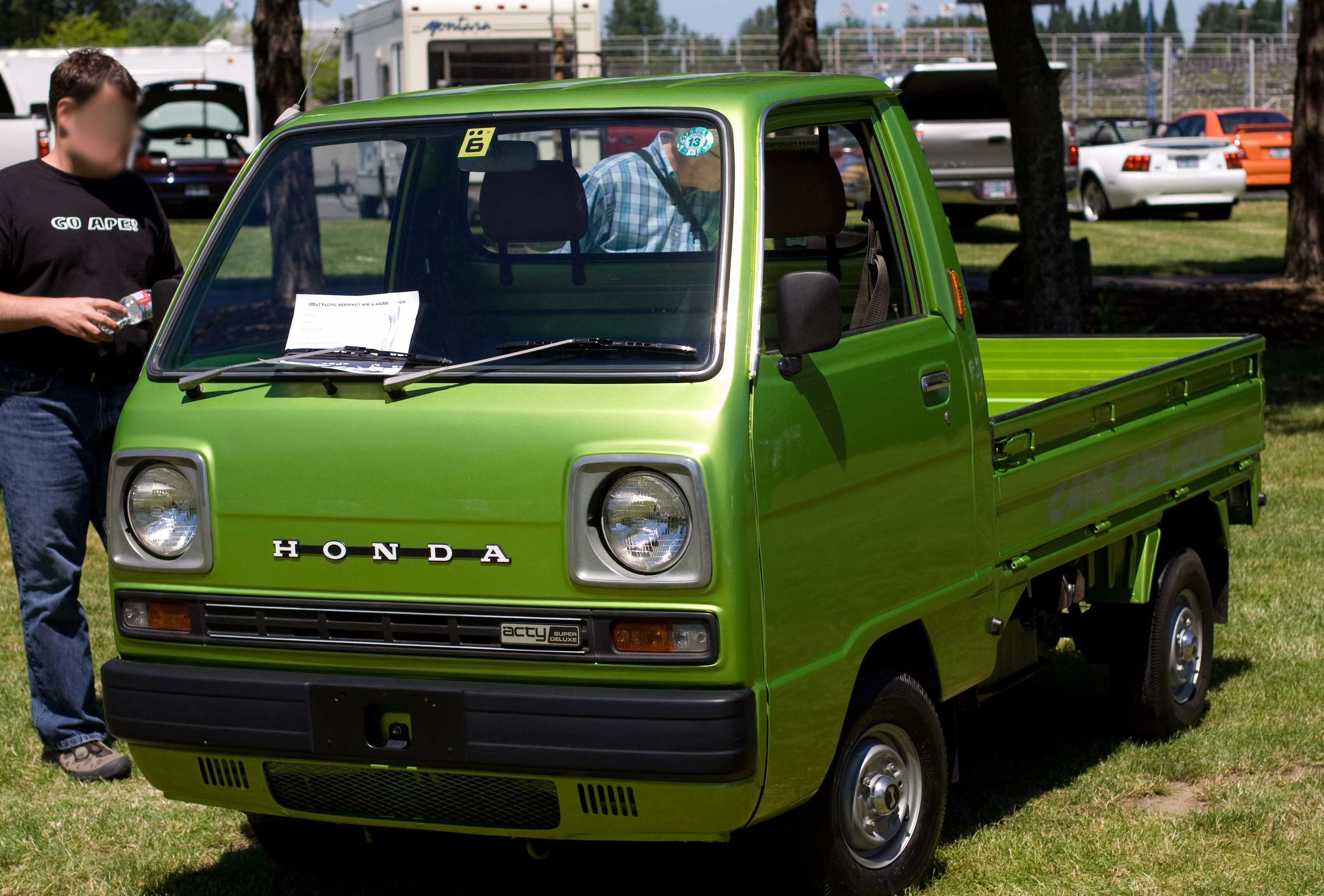
TN-Acty Super DeLuxe ('77-'82)

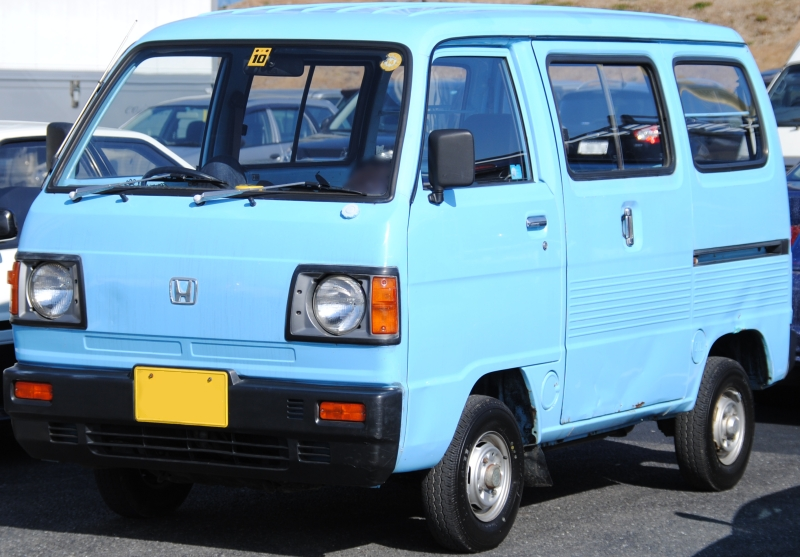
Acty Van Super DeLuxe pel davant

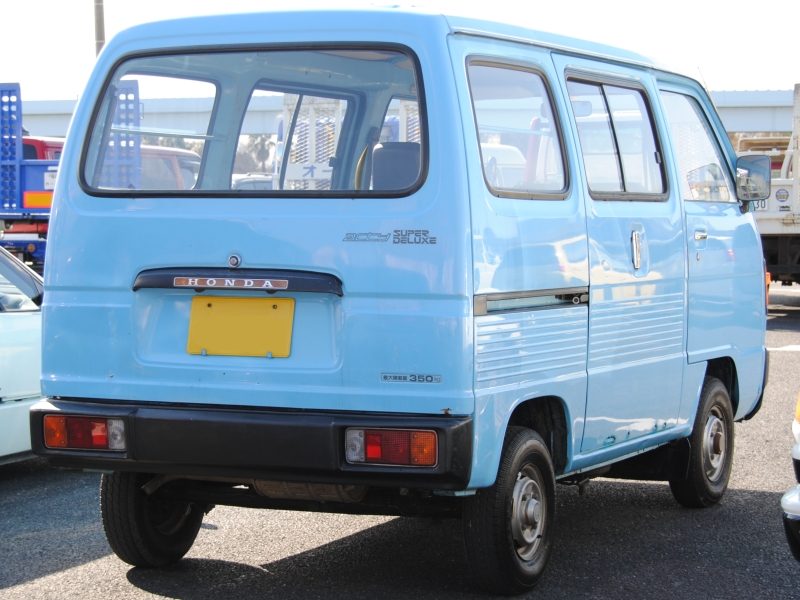
Acty Van Super DeLuxe pel darrere

La primera generació del Honda Acty, anomenada aleshores TN-Acty, va eixir a la venda el 27 de juliol de 1977 com a reemplaçament de la Honda TN360. L'1 de setembre de 1975, el govern japonés havia canviat les normes sobre dimensions i motors de camions. Degut a això, la TN-Acty estava disponible amb un motor central de dos cilindres en línia SOHC refrigerat per aigua i 545 centímetres cúbics, conegut com a EH, el qual produïa 28 cavalls de potència a 5.500 revolucions per minut i un par de 42 N·m a 4.000 rpm. Aquest motor era un 50% més gran que el de la TN360, de 360cc. Els models d'exportació, amb menys equipament contra emissions, produïen fins a 30 cavalls a la mateixa velocitat.
La furgoneta (Van), va eixir a la venda el novembre de 1979, tot i que des del principi de la producció de la camioneta (truck) ja existia una versió amb sostre i caixa metàl·lica al remolc. Per a estalviar diners, la furgoneta du els mateixos fars frontals i darrers que la camioneta així com, per a obrir les portes corredisses, les mateixes manetes que a les portes davanteres.
L'1 de febrer de 1981 va eixir al mercat la primera generació de la Honda Street, una versió de l'Acty Van més luxosa i enfocada al públic general en allò que més tard seria conegut com a "monovolum". El març de 1983 s'introdueix l'opció de tracció a les quatre rodes, amb unes rodes més grans, de 12 polzades, i un motor amb els caps de cilindre millorats que produeix fins a 29 cavalls a 5.300 rpm i un par de 44 N·m a 3500 rpm. També va rebre una nova transmissió manual de cinc velocitats, inicialment només disponible per a les versions 4x4 (4WD). Els models 4WD, a més, també equipaven un diposit més gran de 35 litres.
El juny de 1982, la gama Acty va rebre un redisseny estètic, amb nous intermitents més grans i localitzats al costat dels fars davanters, al cantó de la cabina. També es va introduir la transmissió automàtica Hondamatic de tres velocitats i la versió "Big Cab", on la cabina de la camioneta es feia 100 mil·límetres més que la convencional. Des de l'any 1985, el model fou comercialitzat a la recentment creada xarxa de concessionàris Honda Primo.
La primera generació de la Honda Acty es deixà de produir i comercialitzar l'any 1988, quan fou substituïda per la segona generació.

## Segona generació (1988-1999)

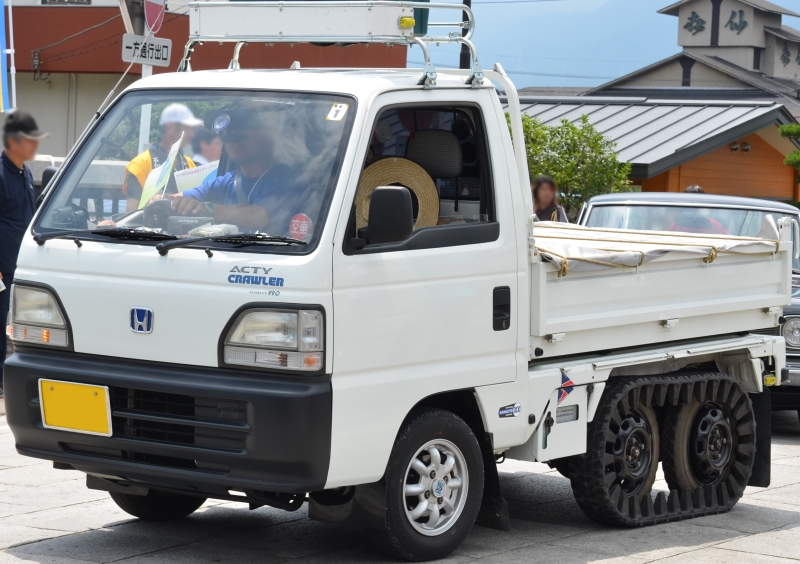
Acty Crawler, semieruga

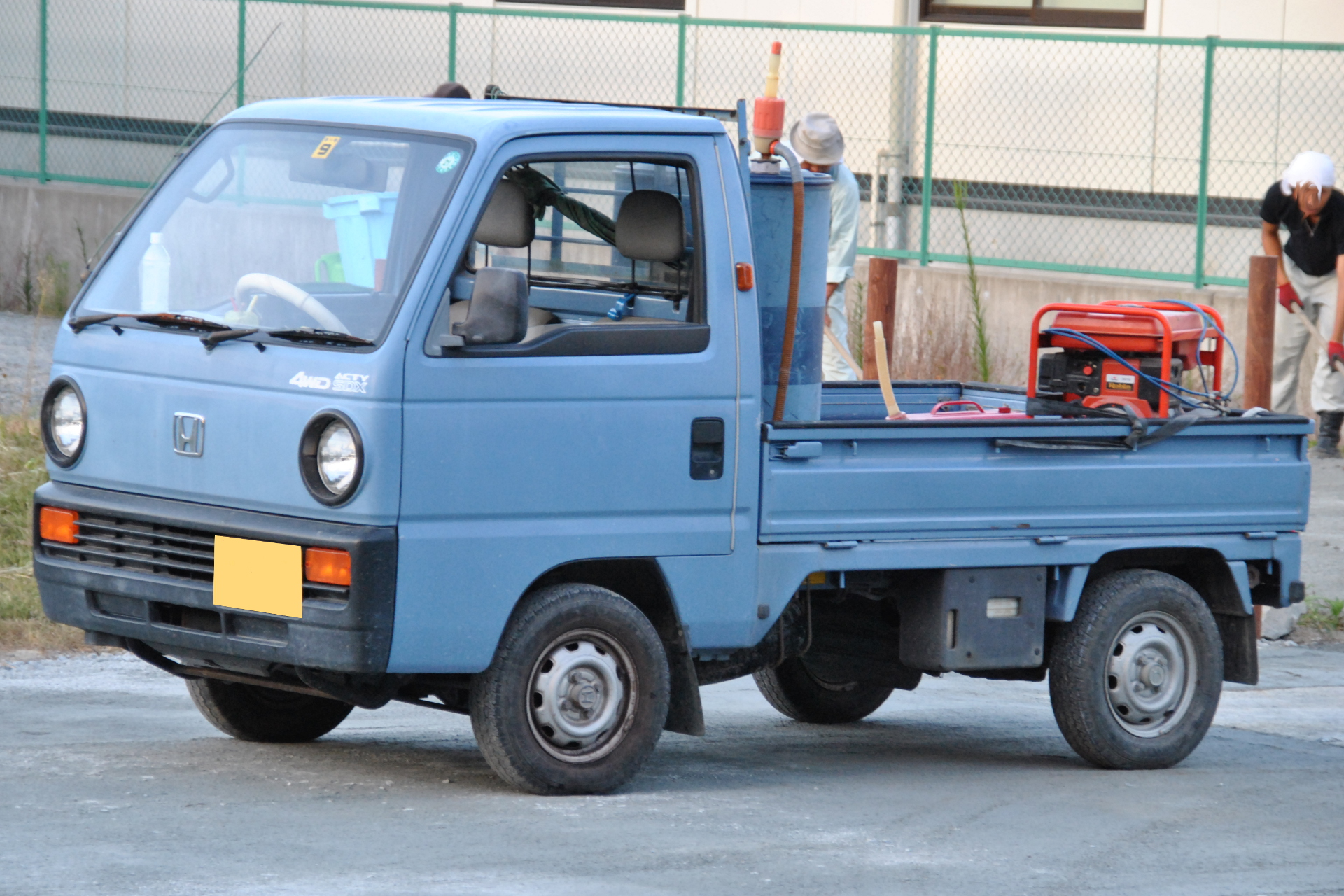
Acty Truck (4WD) 550 (1988-1990)

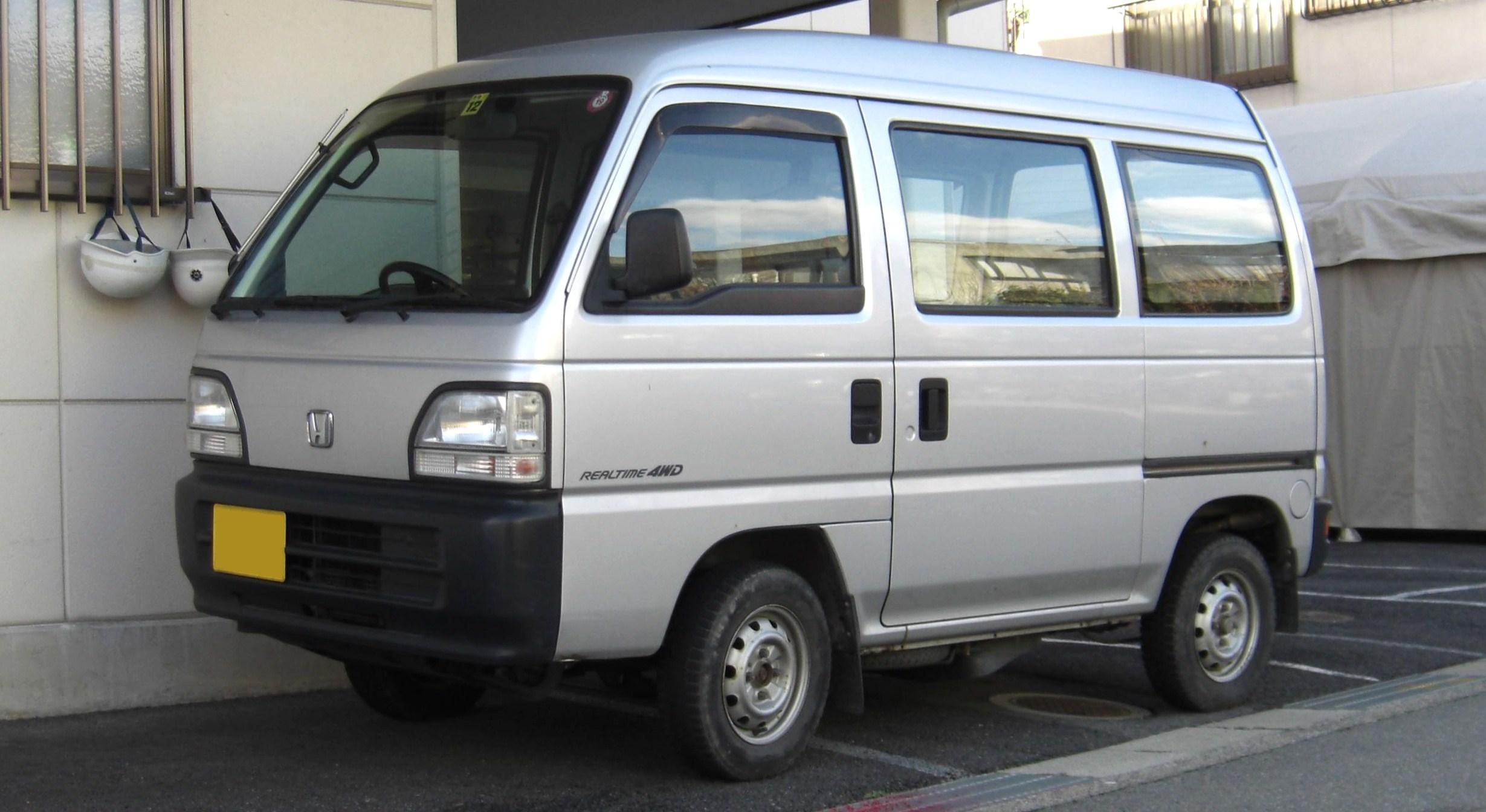
Acty Van 660 (1996-1999)

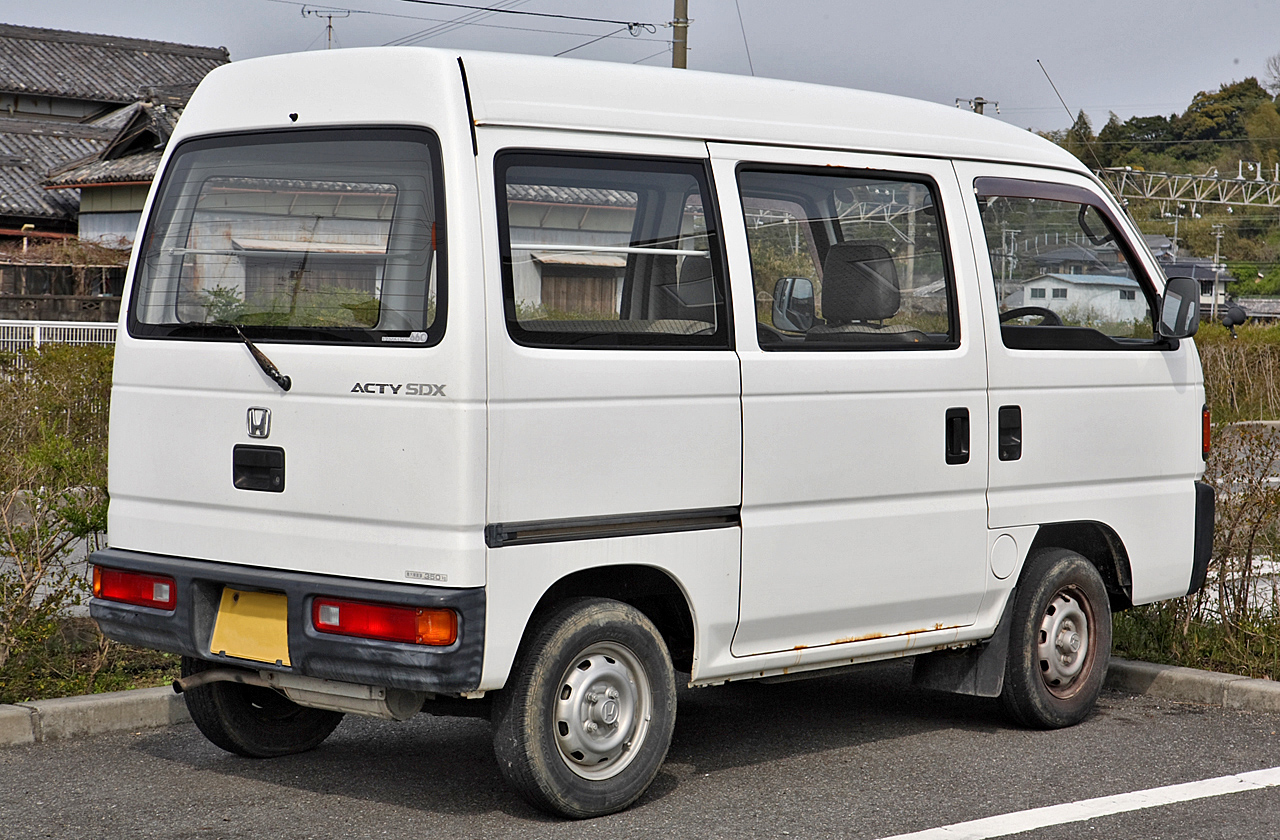
Acty Van 660 (1990-1996)

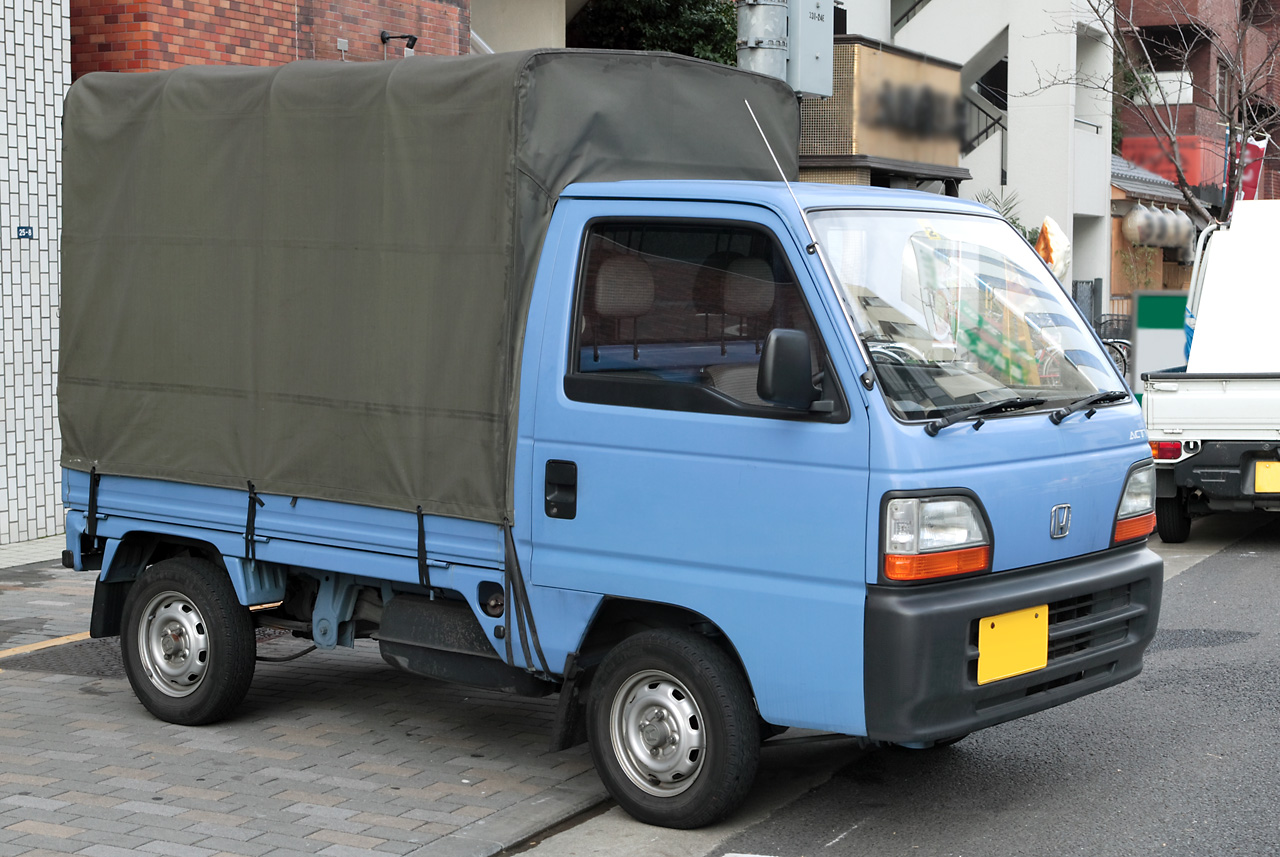
Acty Truck 660 (1993-1996)

La segona generació de la Honda Acty fou llançada al mercat el març de 1988 amb el nou motor E05A, de tres cilindres en línia SOHC i 547 centímetres cúbics.
La segona generació de la Honda Acty fou llançada al mercat el març de 1988 amb el nou motor E05A, de tres cilindres en línia SOHC i 547 centímetres cúbics. El motor produïa 34 cavalls de potència a 5.500 revolucions per minut i un par de 44 N·m a 5.000 rpm. La camioneta (truck) i la furgoneta (van) es començaren a comercialitzar amb un mes de diferència. Per altra banda, les versions amb tracció a les quatre rodes (4WD) van deixar d'estar disponibles amb la transmissió automàtica. També va existir una versió de la camioneta anomenada "Acty Attack" destinada a l'agricultura, amb un diferencial de blocatge a la darrera i una marxa avant i arrere ultra baixes. Altres nivells d'equipament foren els "STD", "SDX", "SDX2" i "TOWN", amb lleugeres diferències com ara les "SDX2" i "TOWN" que equipaven para-xocs i espills retrovisors pintats de blanc juntament amb un tacòmetre. La variant "TOWN" duïa tapisseria de tweed beige als seients a diferència de la "STD", on la tapisseria era d'skai. Les úniques opcions remarcables eren un llumeneta per a les places darreres de la furgoneta i un autoràdio.
Entre els anys 1988 i 1989, la Honda Acty tenia els fars davanters amb forma rodona, però des de març de 1990, quan canviaren les lleis sobre els automòbils lleugers, l'Acty va rebre uns nous fars rectangulars, així com també creixqué un 10 centímetres de llarg. Els nous canvis també van suposar un nou motor de 656 cc, l'E07A, amb injecció de combustible a partir del 1996. La versió inicial del motor, amb carburador, produïa 38 cv a 5.300 rpm. Les unitats amb carrosseria de camioneta van rebre els còdis de xassis HA3/HA4 depenent de si eren amb tracció davantera o a les quatre rodes i les versions furgoneta van rebre el còdi HH3/HH4 respectivament.
A l'octubre del 1993, el disseny frontal de l'Acty va tornar a canviar, rebent, principalment, uns nous fars més quadrats i grans que els anteriors. El gener del 1994 va eixir al mercat l'Acty Crawler, amb codi de xàssis HA5, una versió semieruga de la carrosseria camioneta que va romandre en producció sota comanda fins a l'any 1999. La Honda Acty tornà a patir una darrera modificació el gener del 1996 quan els fars davanters van canviar el color taronja dels intermitents pel transparent. Alhora, la versió amb injecció anomenada Acty SDX-Hi va ser presentada, només disponible amb tracció al davant i transmissió manual de cinc velocitats. La producció de l'Acty va continuar fins a l'any 1999, quan arribà la tercera generació del model.

## Tercera generació (1999-2018)

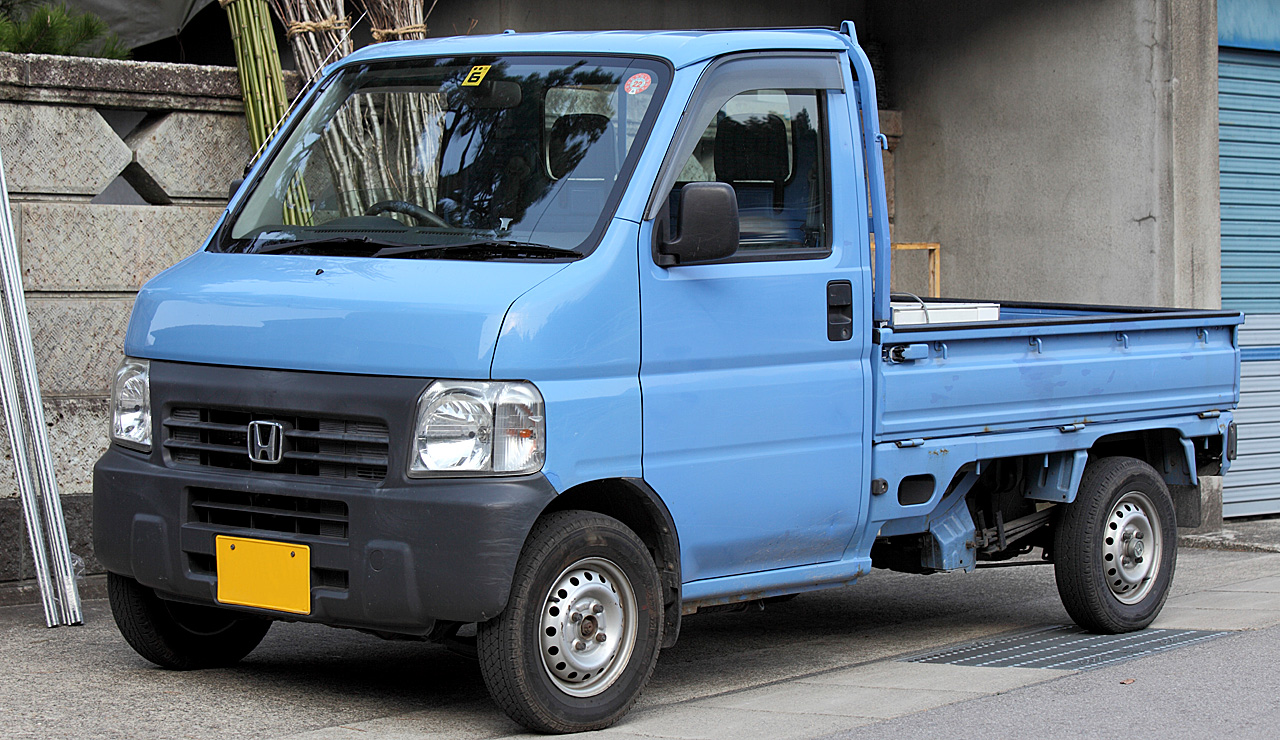
Acty Truck pel davant

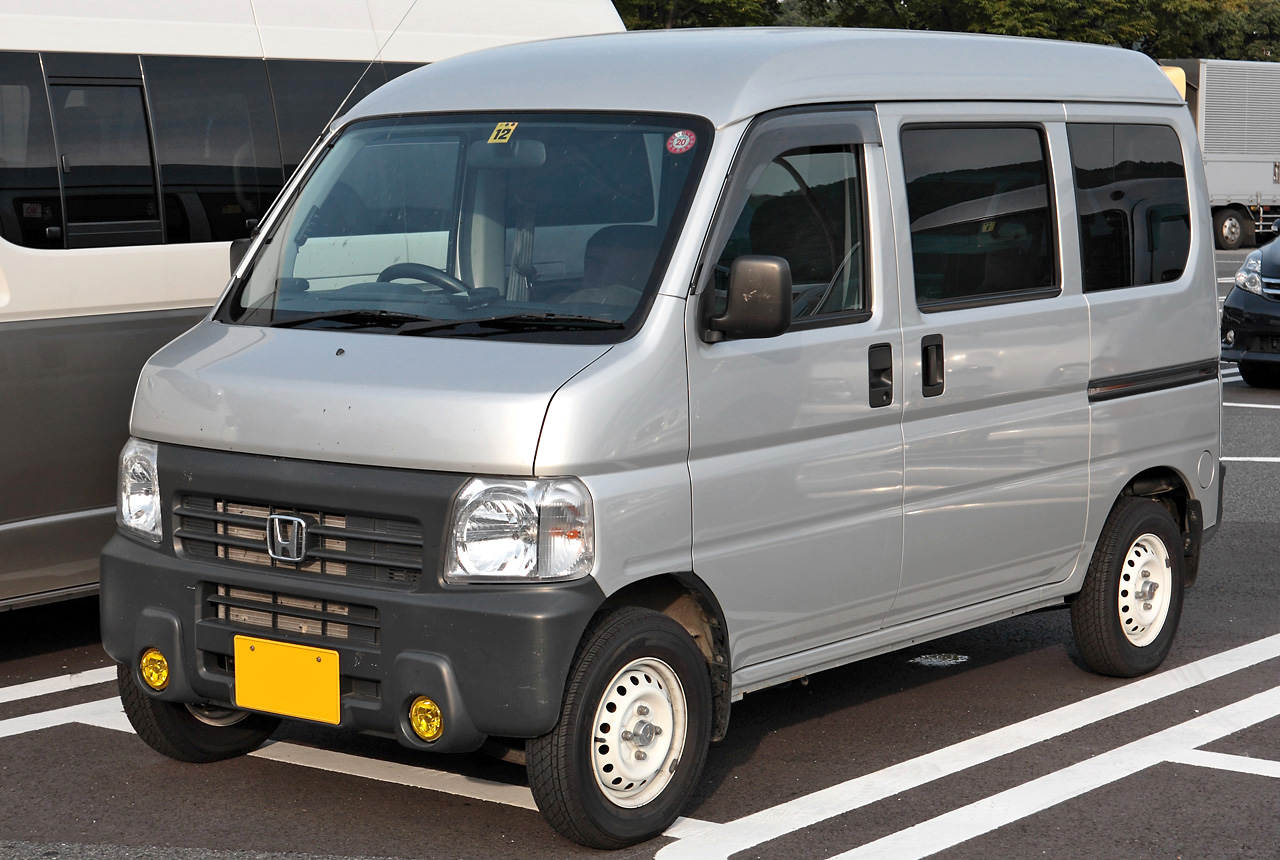
Acty Van pel davant

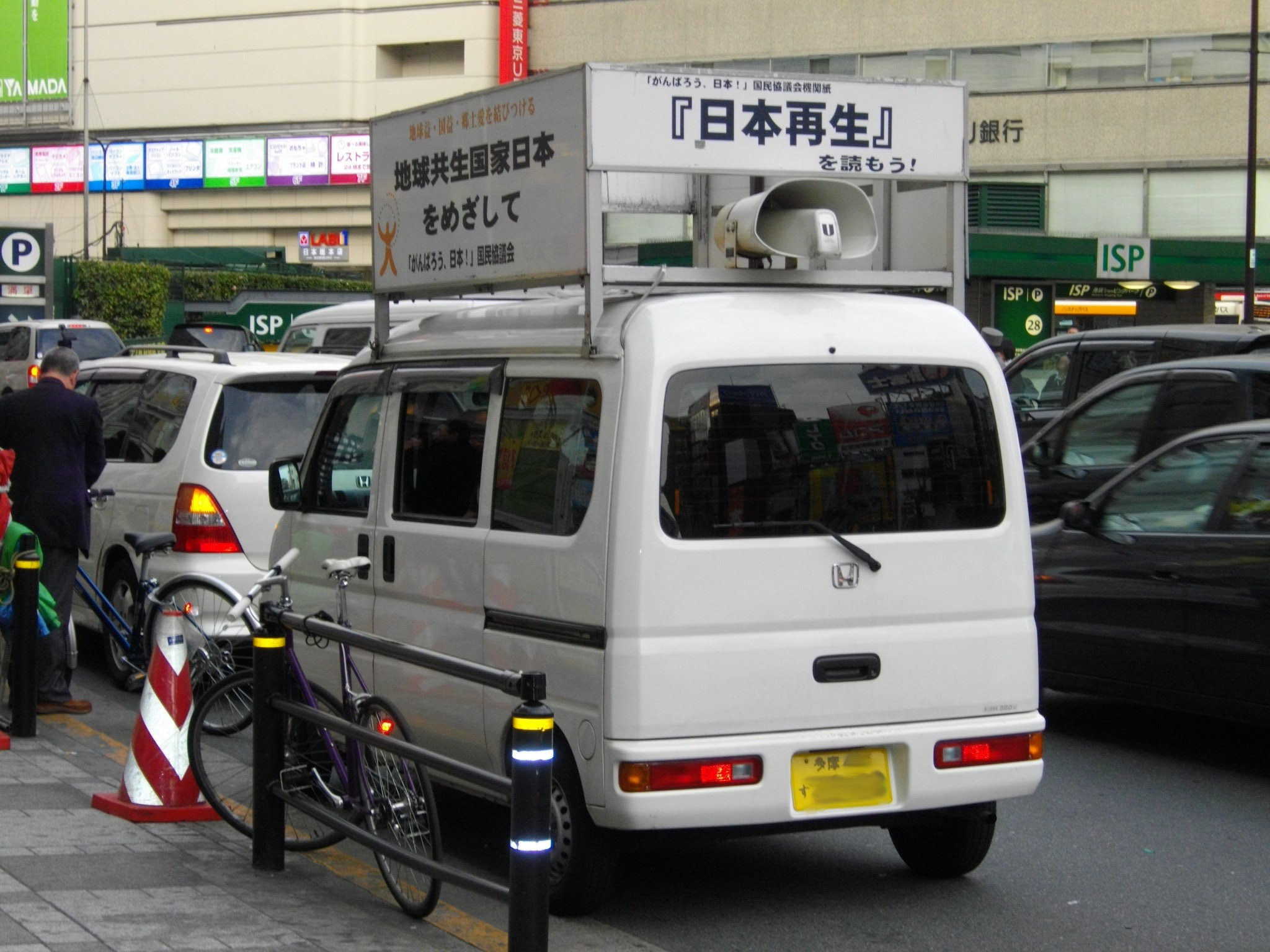
Acty Van amb propaganda política

La tercera generació de la Honda Acty va eixir al mercat el 27 de maig de 1999 en versió camioneta o truck, fent el mateix amb la carrosseria de furgoneta o van un mes després. L'ordenança ministerial número 53 del 30 de setembre de 1996 va suposar la reforma de la llei de regulacions dels automòbils, la qual demanava canvis en els frontals dels cotxes però no permetia augmentar la llargària dels kei cars. Honda va decidir retrasar la ubicació del conductor i instal·lar el motor en la tradicional posició sota els seients. El nou disseny va conservar l'esquema del motor al mig del vehicle i la tracció al darrere, tot i semblar que el motor estava sota el capot. Complir amb les noves normes de seguretat va ser el punt central del desenvolupament de la nova generació. L'opció de tracció a les quatre rodes o 4WD estava disponible a tots els graus de la versió van i a tots menys un de la truck, fent de l'Acty l'únic model amb aquest esquema mecànic que no era un superesportiu.
La motorització equipada, de 656 centímetres cúbics, era de baixes emissions i baix consum. L'economia de consum fou assolida mitjançant un volant electrònic. Inicialment, la potència màxima del motor era de 46 cavalls de potència a 5.000 revolucions per minut. La motorització era un E07Z tricilíndric de 12 vàlvules i 660 cc que produïa 53 cv a 7.000 rpm i 6'2 kg⋅m de torque a 4.000 rpm als models de 4WD. La càrrega màxima del model era de 200 kg. Els graus d'equipament de la versió truck eren l'standard, l'SDX (per Super Deluxe) i el Town, el millor equipat. En aquesta tercera generació també es comercialitzà l'Acty Attack, destinada als pagesos. La versió camioneta o Van estigué disponible en diversos nivells d'equipament com ara els Pro-B (el més bàsic) i el Pro-A, ambdós disponibles només amb dos seients o les SDX i Town, amb quatre places. L'Acty Van equipava els fars del darrere provinents del redisseny del Honda Today de 1988.
Al desembre de 2009, la tercera generació de l'Acty Truck va ser reemplaçada per una nova quarta generació, però la carrosseria Van va continuar sent produïda fins al 12 de juliol de 2018, quan fou substituïda per la nova Honda N-VAN.

## Quarta generació (2009-2021)

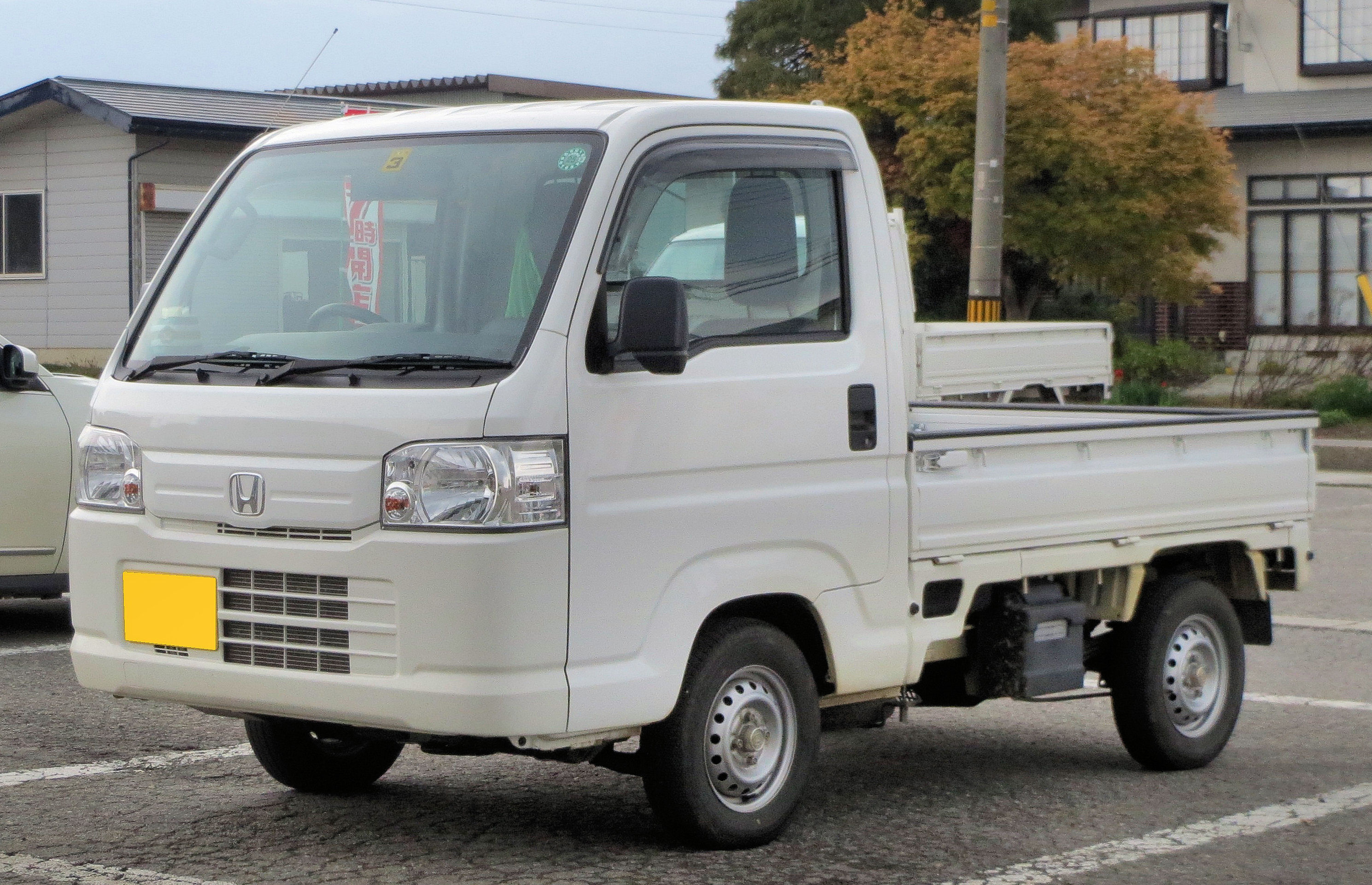
Acty Truck (2009-2012) pel davant

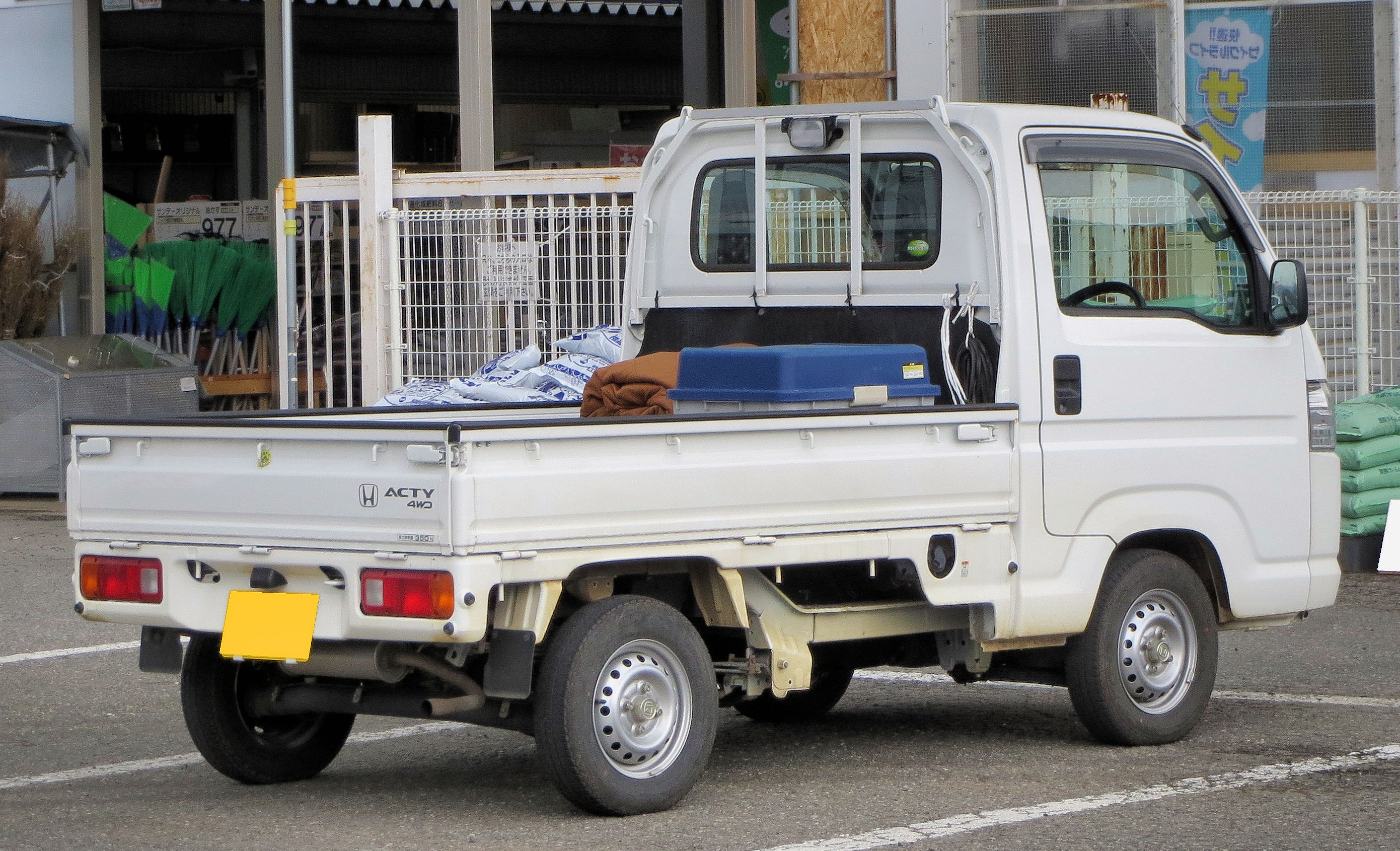
Acty Truck (2009-2012) pel darrere

La quarta i darrera generació de l'Acty fou presentada al mercat el 17 de desembre de 2009, únicament amb carrosseria de camioneta o Truck. De la mateixa manera que els seus competidors, la Suzuki Carry i la Daihatsu Hijet, aquesta camioneta es va deslligar del model furgoneta com a resultat de la diferència entre els requeriments legals entre els vehicles comercials i les furgonetes de passatgers.
El model continuava equipant el motor de la tercera generació, l'E07Z, tot i que ara produint 45 cavalls de potència. Els còdis de xàssis eren HA8, en models amb tracció al davant i HA9 en els models amb tracció total. La batalla del model es va reduir significativament, tornant als 1,9 metres de la segona generació, per tal d'augmentar l'espai per als passatgers i reduir el gir del vehicle. El juny de 2012, l'Acty va rebre uns nous fars per a complir les recents normes en matèria d'enllumenat.
El 9 de novembre de 2018, Honda va presentar el "Spirit Color Style", un vehicle especial commemoratiu del 55é aniversari del llançament de la Honda T360, el primer automòbil de la Honda. Consistia en una versió especial de la Acty de quarta generació en el seu nivell Town.
La producció de la quarta generació de la Honda Acty va finalitzar a l'abril de 2021 degut a les noves regulacions en matèria d'emissions i a l'obligació d'instal·lar uns frens de mitigació d'impactes, fet que encaria la fabricació del model. Des de llavors fins a l'actualitat (2023), Honda no té cap model amb carrosseria camioneta.